# 華の暁女学院野球部
『華の暁女学院野球部』（はなのあかつきじょがくいんやきゅうぶ）は、笠間留美による日本の漫画作品。単行本は全1巻（ソニーマガジンズ ソニーマガジンズコミックス・きみとぼくコレクション）。

## 概要
女子野球を題材にした漫画ではあるが、本編ではほとんど野球のシーンはなく、むしろアキラと笑美子の同性どうしの恋愛漫画の感がある。

## あらすじ
暁女学院野球部の九条アキラはどこからみても男そのもの。何故女の子たちは彼女に群がるのか? 甘く激しい女の戦いを描いたベースボール・ガールズストーリー。

## 登場人物

### 暁女学院野球部
九条 アキラ（くじょう あきら）

中村 笑美子（なかむら えみこ）

## 単行本
- ソニーマガジンズコミックス・きみとぼくコレクション（ソニーマガジンズ）
  - ISBN 4-7897-8055-4